# William Halsall
William Formby Halsall (nacido en 1841) fue un pintor nacido en Kirkdale, Reino Unido. Vivió en Provincetown, Massachusetts y murió nacionalizado estadounidense en 1919.

## Vida marina y pintura de frescos
Halsall fue educado en Boston, Massachusetts y trabajó como marinero por siete años (de 1852 a 1859). En 1860 comenzó sus estudios de pintura de frescos pero debido al inicio de la Guerra de Secesión, se enlistó en la Armada de los Estados Unidos. Tras la guerra retomó sus estudios de pintura después de dos años de servicio.

## Pinturas marinas
En 1862 Halsall dejó de pintar y estudió en el Lowell Institute en Boston hasta 1870. Halsall fue miembro fundador de la Provincetown Art Association en 1914.